# تشارلز لويس (دراج)
تشارلز لويس (بالإنجليزية: Charles Lewis)‏ هو دراج بليزي، ولد في 14 نوفمبر 1968.

## وصلات خارجية
- تشارلز لويس على موقع إحصائيات الدراجات الإحترافية (الإنجليزية)
- تشارلز لويس على موقع أوليمبيديا (الإنجليزية)